# Reginald Horace Blyth

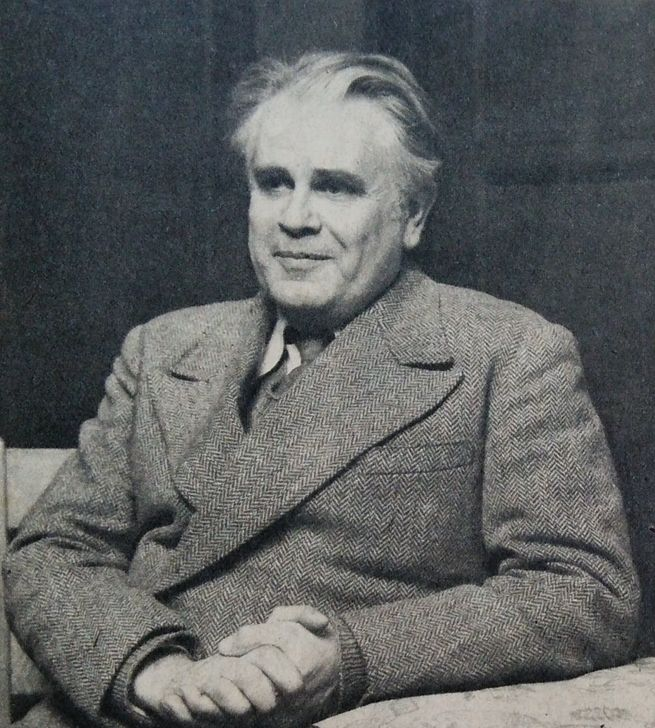
Reginald Horace Blyth

Reginald Horace Blyth (geboren am 3. Dezember 1898; gestorben am 28. Oktober 1964) war ein englischer Schriftsteller, Anglist, Japanologe und Liebhaber der japanischen Kultur. Er wurde bekannt für seine Werke über Zen und die Haiku-Poesie.

## Frühes Leben
Reginald Horace Blyth erblickte als einziges Kind von Horace und Henrietta Blyth in Essex, England das Licht der Welt. Sein Vater war als Eisenbahnbeamter tätig. Seine schulische Laufbahn begann an der Cleveland Road Primary School in Ilford und setzte sich am County High School (später Ilford County High School) fort.
Während des Ersten Weltkriegs verweigerte Blyth 1916 den Militärdienst aus Gewissensgründen. Dies führte zu einer Inhaftierung im Gefängnis Wormwood Scrubs, gefolgt von einem Arbeitseinsatz im Rahmen des Home Office Scheme im ehemaligen und späteren Dartmoor-Gefängnis.
Nach Kriegsende nahm Blyth ein Anglistikstudium an der Universität London auf, welches er 1923 mit Auszeichnung abschloss. Im darauffolgenden Jahr erwarb er ein Lehrzertifikat am London Day Training College und heiratete seine Studienkollegin Anna Bercovitch.
Blyth pflegte einen vegetarischen Lebensstil und entwickelte vielfältige Interessen. Er spielte Flöte, stellte selbst Musikinstrumente her und brachte sich mehrere europäische Sprachen bei. Besonders die Musik von J.S. Bach faszinierte ihn. Einige Quellen berichten von einem Aufenthalt in Indien, wo Blyth als Lehrer tätig gewesen sein soll, bis er mit der britischen Kolonialherrschaft in Konflikt geriet. Die meisten Wissenschaftler betrachten diese Episode jedoch als Erfindung oder Missverständnis, das möglicherweise auf Blyths Mentor Daisetsu Teitaro Suzuki zurückgeht.

## Korea (1925 – 1935)
Im Jahr 1925 zog Blyth mit seiner Frau nach Korea, das damals unter japanischer Herrschaft stand. Dort trat er eine Stelle als Assistenzprofessor für Englisch an der Kaiserlichen Universität Keijō im heutigen Seoul an. Während seines Aufenthalts in Korea begann Blyth, Japanisch und Chinesisch zu erlernen. Zudem vertiefte er sich in das Studium des Zen-Buddhismus unter der Anleitung des Meisters Hanayama Taigi am Myōshin-ji Keijo Betsuin, einem Zweig-Tempel in Seoul.
In dieser Zeit entdeckte Blyth auch die Schriften von D. T. Suzuki über Zen für sich. 1933 nahm er informell einen koreanischen Studenten unter seine Fittiche und finanzierte dessen Ausbildung zunächst in Korea und später an der Universität London. Die Ehe der Blyths geriet in eine Krise, und 1934 verließ seine Frau ihn. Im darauffolgenden Jahr nahm Blyth eine einjährige Auszeit von der Universität, um ihr nach England zu folgen.
Nach der Scheidung kehrte Blyth Anfang 1936 allein nach Korea zurück. Sein Adoptivsohn blieb bei seiner Ex-Frau in England. Das weitere Schicksal des jungen Mannes nahm eine tragische Wendung: Nach dem Zweiten Weltkrieg kehrte er nach Korea zurück, wurde 1947 von nordkoreanischen Soldaten gefangen genommen und bei seiner Rückkehr nach Südkorea als vermeintlicher Verräter von der südkoreanischen Armee erschossen.

## Gesamtschaffen
Blyth hinterließ ein umfangreiches literarisches Werk, das sich hauptsächlich mit Zen, Haiku, Senryū und anderen Formen der japanischen und asiatischen Literatur befasste.
Seine Publikationen umfassen sechs Bücher über Haiku (veröffentlicht zwischen 1949–52 und 1963–64) sowie zwei Werke über Senryū (1949 und 1960). Darüber hinaus verfasste er vier Bücher über Humor in der asiatischen und englischen Literatur (1957, 1959 zweimal, 1961) und sieben Bücher über Zen (1942, 1952, 1960–64, sowie posthum 1966 und 1970). Zu seinen weiteren Veröffentlichungen zählen Studien zur englischen Literatur (1942, 1957, 1959) und eine auf drei Fünftel gekürzte Version von "A Week on the Concord and Merrimack Rivers" seines Lieblingsautors Henry David Thoreau, die er mit einer Einleitung und erklärenden Anmerkungen versah.
Als besonders bedeutsam gelten seine vierbändige Haiku-Reihe (1949–52), sein Werk "Zen in English Literature and Oriental Classics" sowie seine fünfbändige Zen-Reihe. Fast alle seine Bücher wurden in Japan vom Hokuseido Verlag in Tokio herausgegeben.

### Zen
Die "Zen and Zen Classics"-Reihe erfuhr aufgrund von Blyths unerwartetem Tod eine Umgestaltung durch den Verlag. Ursprünglich als achtteiliges Projekt geplant, wurde es auf fünf Bände reduziert. Die nicht realisierten Teile umfassten eine Übersetzung des Hekiganroku, eine Geschichte des koreanischen und japanischen Zen sowie eine Neuauflage von Blyths "Buddhist Sermons on Christian Texts". Der bereits veröffentlichte siebte Band wurde als fünfter Band neu aufgelegt.
D.T. Suzuki sah in der Zen-Reihe das Potenzial, die bis dahin umfassendste Darstellung des Zen für ein englischsprachiges Publikum zu werden.
Der erste Band bietet eine allgemeine Einführung von den Upanishaden bis Huineng. Die Bände zwei und drei behandeln die Geschichte des Zen von der Seigen- bis zur Nangaku-Schule. Der fünfte Band enthält 25 Essays über Zen. Im vierten Band präsentiert Blyth seine Übersetzung des Mumonkan, die dritte vollständige englische Übersetzung, aber die erste mit ausführlichen Kommentaren zu jedem Fall.
Blyths frühes Werk "Zen in English Literature and Oriental Classics", das er 1942 während seiner Internierung in Japan verfasste, sowie seine "Zen and Zen Classics"-Reihe übten einen bedeutenden Einfluss auf westliche Autoren und die Zen-Gemeinschaft aus, obwohl fast alle seine Bücher ausschließlich in Japan veröffentlicht wurden.

### Haiku and Senryu
In einer autobiografischen Notiz beschreibt Blyth seine Begegnung mit verschiedenen japanischen Kunstformen. Er entdeckte zunächst den "Weg des Haiku", den er als rein poetisches Leben in Bezug zur Natur verstand, frei von Emotionen, Intellekt, Moral und Ästhetik. Später fand er durch die Schriften von Suzuki Daisetz zum Zen-Buddhismus. Schließlich lernte er Senryū kennen, das er als "Weg des Senryū" bezeichnete – eine Form, die alle Dinge durch Lachen und Lächeln versteht und dadurch verzeiht.
Blyth verfasste sechs Bücher über Haiku und zwei über Senryū. Er charakterisierte den Unterschied so: Im Haiku sprechen die Dinge selbst mit menschlicher Stimme, im Senryū sprechen wir für uns selbst. Senryū betrachtet die Welt aus menschlicher Sicht und behandelt oft Themen wie Sexualität.
Nach anfänglichem Interesse der Imagisten geriet Haiku in der englischsprachigen Welt in Vergessenheit, bis nach dem Zweiten Weltkrieg einflussreiche Werke erschienen. Blyths vierbändiges Werk "Haiku" (1949–52) führte die Gattung in der Nachkriegszeit im Westen ein. Es behandelte vorwiegend vormoderne Haiku, schloss aber auch Masaoka Shiki ein. Später folgten zwei Bände zur Geschichte des Haiku (1963–64).
Viele westliche Haiku-Dichter, darunter Vertreter der Beat Generation wie Gary Snyder und Jack Kerouac, wurden durch Blyths Zen-basierte Erklärungen mit der Gattung vertraut. Auch auf Autoren wie J.D. Salinger und E.E. Cummings hatte er Einfluss.
Kritiker bemängelten Blyths Abneigung gegen moderne Themen im Haiku und seine starke Betonung der Verbindung zwischen Haiku und Zen, die von zeitgenössischen japanischen Dichtern weitgehend ignoriert wurde. Auch seine Geringschätzung von Haiku-Dichterinnen wurde kritisiert.
Obwohl Blyth keine eigene Dichterschule gründete, regte sein Werk das Verfassen von Haiku in englischer Sprache an. 1964 bemerkte er, dass die neueste Entwicklung in der Geschichte des Haiku – das Schreiben von Haiku außerhalb Japans in anderen Sprachen – von niemandem vorhergesehen wurde.

## Werke
- Zen in English Literature and Oriental Classics (1942, ISBN 0-525-47057-3; 2016, ISBN 978-1-62138-973-6)
- Haiku (vierbändig, 1949–1952; 1981, ISBN 0-89346-184-9; 2021, ISBN 978-1-62138-722-0)
- Senryu: Japanese Satirical Verses (1949; 1971, ISBN 0-8371-2958-3)
- Übersetzung: Japanese Cookbook von Aya Kagawa (1949, mehrere Auflagen)
- A First Book of Korean (mit Lee Eun, 1950, überarbeitete Auflage 1962)
- Gekürzte Version von Thoreaus A Week on the Concord and Merrimack Rivers (1951)
- Buddhist Sermons on Christian Texts (1952; 1976, ISBN 978-0-89346-000-6)
- Ikkyu's Doka (Artikelserie 1952–1954, Nachdruck 1966)
- Japanese Humour (1957)
- A Survey of English Literature (1957)
- Oriental Humour (1959)
- Humour in English Literature: A Chronological Anthology (1959; 1973, ISBN 0-8414-3278-3)
- Japanese Life and Character in Senryu (1960)
- Edo Satirical Verse Anthologies (1961; 1977, ISBN 978-0-89346-015-0)
- A History of Haiku (zweibändig, 1963–1964, ISBN 0-9647040-2-1 und 0-9647040-3-X)
- Zen and Zen Classics (fünfbändig, 1960–1970, ISBN 0-89346-204-7, 0-89346-205-5, 0-89346-052-4)
- Übersetzung: Ikkyu's Skeletons (mit N. A. Waddell, 1973)
- Poetry and Zen: Letters and Uncollected Writings of R. H. Blyth (2022, ISBN 978-1-61180-998-5)

### Auswahl
- Games Zen Masters Play: Writings of R. H. Blyth (1976, ISBN 978-0-451-62416-1)
- Selections from R.H. Blyth, Zen and Zen Classics (1978, ISBN 0-394-72489-5)
- Essentially Oriental. R. H. Blyth Selection (1994, ISBN 4-590-00954-4)
- The Genius of Haiku. Readings from R. H.Blyth on poetry, life, and Zen (1994, ISBN 978-0-9522397-0-3; 1995, ISBN 4-590-00988-9)

### Schriften und Textbücher für Studenten
- R.L. Stevenson: Will O' the Mill (Hokuseido Press, 1948)
- Selections from Thoreau's Journals (Daigakusyorin, Tokyo 1949)
- William Hazlitt: An Anthology (1949)
- The Poems of Emerson: a Selection (Kenkyusha, 1949)
- A Chronological Anthology of Nature in English Literature (1949)
- An Anthology of English Poetry (1952)
- Dorothy Wordsworth's Journals (Hokuseido Press, 1952, ISBN 4-590-00038-5)
- R. L. Stevenson, Fables (Nan'un-Do, Tokyo 1953)
- How to Read English Poetry (Hokuseido Press, 1958, 1971)
- An Anthology of Nineteenth Century Prose (1950)
- Thoughts on Culture (1950)
- A Chronological Anthology of Religion in English Literature (1951)
- English Through Questions and Answers (1951)
- Easy Poems, Book 1 and 2 (1959)
- More English through Questions and Answers (1960)

## Schriften über Blyth
- Robert Aitken, A Zen Wave. Basho's Haiku & Zen (1978)
- Robert Aitken, Remembering Blyth Sensai (ca. 1985)
- Robert Aitken, Openness and Engagement (ca. 1986)
- Robert Aitken, The River of Heaven. The Haiku of Basho, Buson, Issa, and Shiki (2011)
- Duncan Baker, Remembering R. H. Blyth (2005)
- Shojun Bando, In Memory of Prof. Blyth (1965)
- Roland Barthes, L'empire des signes (1970)
- Roland Barthes, The Preparation of the Novel (2010)
- John W. Dower, Embracing Defeat: Japan in the Wake of World War II (1999)
- James W. Hackett, R. H. Blyth and J. W. Hackett (2002)
- Kaoru Hoshino, Why an American Quaker Tutor for the Crown Prince? (2010)
- Christmas Humphreys, Zen Buddhism (1949)
- Aldous Huxley, Brief an Elise Murrel (1951)
- Ikuyo Yoshimura, Zen to Haiku: The Life of R. H. Blyth (1996)
- Ikuyo Yoshimura, R. H. Blyth and World Haiku (2002)
- Jack Kerouac, The Dharma Bums (1958)
- James Kirkup, Introduction to The Genius of Haiku (1994)
- Makoto Ueda, Literary and Art Theories in Japan (1967)
- Masanosuke Shinki, About Blyth (1984)
- Kuniyoshi Munakata, Thank you, Professor Blyth (2010)
- Kuniyoshi Munakata, The Most Remarkable American: R. H. Blyth on Henry David Thoreau (2011)
- Kuniyoshi Munakata, A Short Introduction to R. H. Blyth (2014)
- Henry Miller, Briefe an Lawrence Durrell (1959, 1960)
- Henry Miller, When I reach for my Revolver (1962)
- Motoko Fujii, Mr. Blyth in his Early Days (1984)
- David Nicholls (Hrsg.), The Cambridge Companion to John Cage (2002)
- Osho, verschiedene Werke über Zen (1977–1978)
- Octavio Paz, La Poesia de Matsuo Basho (ca. 1954)
- Octavio Paz, Topoemas (ca. 1968)
- Adrian Pinnington, R.H. Blyth, 1898–1964 (1994)
- Donald Richie, The Japan Journals 1947–2004 (2004)
- Donald Richie, Zen Inklings (2004)
- Jerome D. Salinger, Raise High the Roofbeam, Carpenters / Seymour: An Introduction (1963)
- Thibaine Samoyault, Barthes. A Biography (2016)
- Katsuki Sekida, Two Zen Classics (1995)
- Robert Shea und Robert Anton Wilson, Illuminatus! – Trilogy (1975)
- Raymond Smullyan, The Tao is Silent (1977)
- Raymond Smullyan, Planet without Laughter (1980)
- Gary Snyder, The Path to Matsuyama (2005)
- John Suiter, Poets on the Peaks (2002)
- D. T. Suzuki, Zen and Japanese Culture (1959)
- D. T. Suzuki, Reginald Horace Blyth 1898–1964 (1965)
- John Updike, Review of 'Franny and Zooey' by J. D. Salinger (1961)
- Janwillem van de Wetering, The Empty Mirror (1973)
- Janwillem van de Wetering, Afterzen (1999)
- N. A. Waddell, Editor's Preface & Introduction to Poetry and Zen (2022)
- Alan W. Watts, The Way of Zen (1957)
- Alan Watts, In My Own Way: An Autobiographie 1915–1965 (1972)
- Alan Watts, Buddhism: The Religion of No-Religion (1999)
- Michael Dylan Welch, The Haiku Sensibilities of E. E. Cummings (1995)
- Yasuyoshi Kawashima (Hrsg.), Blyth in Retrospect (1984)
- Yoshio Arai, Zen in English Culture – Understanding Blyth Zen (2005)

## Audio-Medien
- Alan W. Watts, Zen and Senryu, gelesen von Alan Watts und Sumire Hasegawa Jacobs, musikalischer Kommentar von Vincent Delgado, Übersetzungen von R. H. Blyth, CD locust music 49, 2004 (ursprünglich als Vinyl 1959)
- Alan W. Watts, Haiku, gelesen von Alan Watts und Sumire Jacobs, musikalischer Kommentar von Vincent Delgado, Übersetzungen von R. H. Blyth, CD locust music 50, 2004 (erstmals ausgestrahlt auf KPFA Radio 1958; als Vinyl 1959)

| Personendaten    | Personendaten                                     |
| ---------------- | ------------------------------------------------- |
| NAME             | Blyth, Reginald Horace                            |
| KURZBESCHREIBUNG | englischer Schriftsteller, Anglist und Japanologe |
| GEBURTSDATUM     | 3. Dezember 1898                                  |
| STERBEDATUM      | 28. Oktober 1964                                  |